# 정율성
정율성(鄭律成, 1914년 7월 7일~1976년 12월 7일), 또는 정뤼청(중국어 간체자: 郑律成, 정체자: 鄭律成, 병음: Zhèng Lǜchéng, 한자음: 정률성)은 중화인민공화국의 음악인, 작곡가이다. 한국 출신 중국인으로 '조선인민군행진곡'과 '팔로군행진곡(현 중국인민해방군 군가)'을 작곡했다.
일제강점기 조선 광주군에서 출생했고 중화민국으로 이주해 의열단 단원으로 항일 운동에 참여했다. 1939년 중국공산당에 입당해 '옌안쑹', '옌수이야오', '팔로군행진곡'을 작곡했고 1945년 8월 조선이 일본 제국으로부터 해방된 이후 조선민주주의인민공화국으로 이주해 조선인민군의 군가를 제작했다. 6.25 전쟁 당시 조선인민군 위문 활동을 했고 1950년 중화인민공화국 시민권을 받고 1951년 중화인민공화국에 정착했다. 중국음악가협회에서 활동하며 음악들을 작곡했고 1966년 문화대혁명 당시 홍위병들로부터 공격받았다. 1967년 복권되었고 1976년 베이징에서 심장마비로 사망했다.

## 생애
1914년에 광주군 효천면 양림리 (현 양림동 79번지)에서 한학자 정해업(鄭海業)과 지방 명문가의 딸인 최영온(崔英溫) 사이의 5남 3녀 중 일곱째로 태어났다. 정율성의 호적 이름은 '부은'이었으나 '구모(龜模)'라는 이름으로 불렸다.
부친 정해업은 한학을 배운 지식인으로 전라도 관찰부 공방서기직, 대한협회 광주지회 회원, 광주 지역 신간회 간사, 광주 수피아여고 교직에 있었던 기록이 있으며, 모든 자녀를 항일 투쟁을 위해 중국으로 보낼만큼 민족정신이 투철했다. 정율성은 큰 외삼촌인 최흥종 목사의 집에서 축음기를 통해 음악을 듣고 피아노를 치며 놀았고, 그가 활동하던 광주YMCA, 양림교회, 양림동 선교사촌을 통해 서양음악을 접할 기회를 갖게 되었다. 정율성의 작은 외삼촌은 최영욱 박사로 세브란스 의학전문학교를 졸업하고 미국과 캐나다에서 수학한 후 광주 제중원 원장을 지냈으며 미군정 하에서 초대 전라남도 지사를 지냈다. 최영욱 박사의 아내이자 한국YWCA 설립자 중 한 명인 김필례(金弼禮)는 수피아여학교 교사로 일하며 교회를 빌려 때때로 음악회를 여는 등 정율성은 외가의 영향으로 음악에 친숙한 환경 속에서 자랐다.
정율성은 1917년 화순군 능주로 이주, 1922년에 능주보통학교에 입학하였고 이듬해 광주로 다시 이주하였다. 그는 1928년 광주 숭일소학교를 졸업하고, 이듬해 1929년 3월 신흥학교에 입학하였다. 당시 개신교 선교사들이 설립한 신흥학교에서 채플 시간을 통해 성가를 배우며 성악과 작곡을 배우는 계기가 되었으며, 합창단에 들어가 '내고향', '쪼각달', '고기잡이', '까투리타령' 등의 노래를 지도하였다.
1933년에 정율성의 셋째 형 정의은이 중국 난징에 있는 조선혁명군사정치간부학교에서 2기 학생을 모집하기 위해 광주에 방문하자, 그는 전주신흥학교를 중퇴하고 누나 정봉은과 함께 목포에서 평안환(平安丸)을 타고 부산과 일본 나가사키를 경유하여 5월 13일 상하이 푸동 항에 도착하였다. 정율성은 조선혁명간부학교에 입학하여 공부하던 중 의열단에 가입했다.
정율성의 부인 정설송(丁雪松)이 1992년에 펴낸 《작곡가 정율성》이라는 책에 의하면 정율성이 의열단 소속으로 난징(南京)의 고루(鼓樓) 전화국에 침투하여 전화를 도청하며 일본군의 정보를 수집하는 비밀공작 활동을 했다고 하는데 명확한 기록이 없어 논란이 되기도 했다. 다만 비밀 공작의 특성상 사료가 남아있지 않을 수 있으며 주변인들의 일관된 증언으로 보아 실제 활동이 없지는 않았던 것으로 보인다. 의열단원 명단에는 이름을 올리고 있는 상태다.
그리고 신분 은폐를 겸하여 상하이를 오가며 소련 레닌그라드음악원 출신 교수 크리노와(Krenowa)에게 성악, 작곡, 피아노, 바이올린 등을 배웠다. 정율성이 정식으로 음악을 배운 시기는 이것이 처음이자 마지막이었으며, 이 시기에 어릴적 이름인 '부은(富恩)' 대신에 '선율(旋律)'로써 '성공(成功)'하겠다는 의미에서 '율성(律成)'으로 개명했다.
1936년 5월에 중국의 좌파 청년들이 참여하던 '오월문예사(五月文藝社)' 창립 대회에서 정율성은 추취도(鄒趣濤)의 시를 바탕으로 작곡한 그의 처녀작 《오월의 노래》(五月之歌)을 만돌린을 연주하며 직접 발표하였다.
1937년 10월 옌안(延安)으로 이주하여 중국 공산당의 루쉰 예술학원(魯迅藝術學院), 중국인민항일군사정치대학(中国人民抗日军事政治大学) 등에서 학습을 나갔다. 정율성은 1939년 1월에 중국 공산당의 당원이 되어 공산주의 혁명 문예 공작에 참여하였으며, 《팔로군행진곡》을 포함하여 8곡으로 구성된 '팔로군 대합창(八路軍大合唱)'을 작곡하였다. '팔로군행진곡'은 당시 팔로군에서 널리 애창되었으며 훗날 '중국인민해방군 군가'가 되었다. 정율성은 옌안에서 중국 공산당에 소속되어 활동하며 앞서 1937년에 중국 공산당에 가입한 정설송(중국어 정체자: 丁雪松 딩쉐송[*])을 만나 1941년 팔로군이 주둔하던 동굴에서 결혼하였다. 정설송은 중국 공산당 당원으로 중공 외사판공실 비서장 등을 거쳐 덩샤오핑 정권에서는 1979년과 1982년 네덜란드와 덴마크 주재 대사를 맡기도 했다.
정율성은 1942년에는 옌안을 떠나 조선 혁명군정학교에서 음악장으로 활동하였다. 이후 그는 '유격전가', '처녀 두었녀성', '조선의용군행진곡', '연안송' 등 사회주의적 색깔이 짙은 노래들도 작곡하였다.
공산당 소속의 사회주의자였던 정율성은 1945년 대한민국 임시정부가 팔일오 광복으로 해방을 이룩하자 조선민주주의인민공화국 쪽으로 귀국해 조선인민군 구락부부장, 조선인민군 협주단 단장, 조선음악대학 작곡부부장으로 임명되었다. 그는 북조선로동당 당원으로 입당하였으며, 《조선인민군행진곡》, 《조선해방행진곡》, 《두만강》, 《동해어부》등을 작곡하였다.
1950년에 중화인민공화국 국적을 취득한 정율성은 한국 전쟁이 벌어진 뒤에는 중국에 머물며 후방의 위문 활동을 하였더. 이는 마오쩌둥과 저우언라이의 직접적인 부탁이었던 것으로 알려져 있다.
한국 전쟁이 휴전 협정으로 멈춘 후 그는 중화인민공화국에 남아서 마오쩌둥, 저우언라이 정권의 공산주의 혁명 음악 분야에서 계속 활동하였다. 문화대혁명 당시에는 수색으로 인해 많은 악보와 작품들을 잃어버리기로 했다고 전해진다.
1976년 12월 7일에 중화인민공화국 베이징에서 고혈압 등으로 사망하였으며, 중국 공산당이 안배한 바바오산의 혁명투사 공동 묘지에 시신이 묻혀 있다.

## 가족 및 친척 관계
정율성의 가족엔 큰 외삼촌 최흥종 목사가 있다.
- 외조부 최학신(1846년~1897년,지방 명문가)
- 외조모 국씨(?~1885년)
- 외조모 공씨(?~?,외조부 최학신과 1885년부터 1897년까지 같이 살았다.)
- 조부 정남현
- 조모 오세현
- 부친 정해업(1873년~1931년)
- 모친 최영온(1873년~1964년)
- 큰이모 3명
- 큰 외삼촌 최흥종(1880년~1966년,국씨 소생)
- 큰 외숙모 강명환(1895년~1900년 사이에 최흥종과 결혼)
- 작은 외삼촌 최영욱(1891년~1950년,공씨 소생)
- 작은 외숙모 김필례(1891년~1983년)
- 형 정인제(1894년~1934년)
- 형 정남근(1901년~1927년)
- 누나 정숭이(1906년~1925년)
- 누나 정봉은(1908년~1977년)
- 형부 박건웅
- 조카 박의란
- 형 정의은(1912년~1980년)
- 본인 정부은(정부은이 정율성의 본명이다.)
- 부인 정설송(1918년~2011년, 중국명 딩쉐송)
- 자녀 정소제(1943년~, 중국명 정샤오티)

## 기념사업 및 논란
광주광역시 및 전라남도 화순군 등 지자체와 문화방송에서는 정율성을 기리는 행사를 개최하고 시설물을 설치하여 기념사업을 하는데 그가 전쟁 당시 북측에 부역했다는 문제점이 조선일보를 비롯한 보수 언론들의 보도를 통해 제기되었다. 윤석열 정부 들어서는 홍범도 장군 등 유명 독립운동가들의 사상 논란과 함께 국가보훈부 장관이 직접 이를 언급하며 비판하기도 하였다.
문제로 지적되는 대표적인 부분은 (1)정율성이 의열단원이었던 것은 사실이나 항일 운동 기록이 명확하지 않고 주변인들의 증언으로 이뤄져 있어서 실제 독립운동가가 맞는지 의문스럽다는 점, (2)한국전쟁 당시 북한군으로서 중국에서 위문 활동을 하였다는 점이다. 이를 이유로 과거 문재인 정부 당시 대한민국 국가보훈처에서 정율성을 독립유공자로 추대하지 않기도 했다.
그러나 광주광역시와 강기정 시장 측은 기념사업의 문제점을 부정하였으며 오히려 진영논리와 냉전시대의 반공 사상으로 위대한 음악가이자 독립운동가를 모욕하고 있다고 응수했다. 정율성의 명확한 항일 활동 내역이 없더라도 기록을 통해 무장투쟁 단체였던 의열단 일원이었다는 것은 분명하다는 것. 또한 해방 전부터 북측에 있었던 정율성이 전쟁을 적극적으로 부추기거나 동조했다고 보기 어렵고 그저 조선노동당 당원으로서 일한 것 뿐이며 단순 사회주의자라는 이유로 그의 업적을 폄하해서는 안된다는 것이다. 실제로 비슷한 시기 북한에 남았던 시인 백석 등의 인물들은 현재 논란에서 모두 벗어난 상태다. 민족문제연구소나 한겨레 등 진보 언론들은 철지난 색깔론이라며 정율성 기념사업 문제점 자체를 비판하였고 해마다 정율성음악제를 개최하는 MBC에서는 따로 입장을 내지 않았다.  

## 작품
- 옌안송
- 팔로군행진곡
- 연수요
- 싱안링에 눈이 내리네
- 십륙자령 3곡
- 오페라 <망부운>
- 벌목요
- 생산요
- 강대한 함대 바다에서 행진한다
- 우리는 행복해요
- 초록빛 조국
- 소산에 이르러
- 매화를 읊노라
- 장정
- 진아를 기다리며
- 청평악-육반산
- 물길에 내 마음 싣고
- 심원춘-장사
- 포정함대 출동했다
- 광창길에서
- 매령3장
- 중조우의 <中朝友誼>

## 갤러리

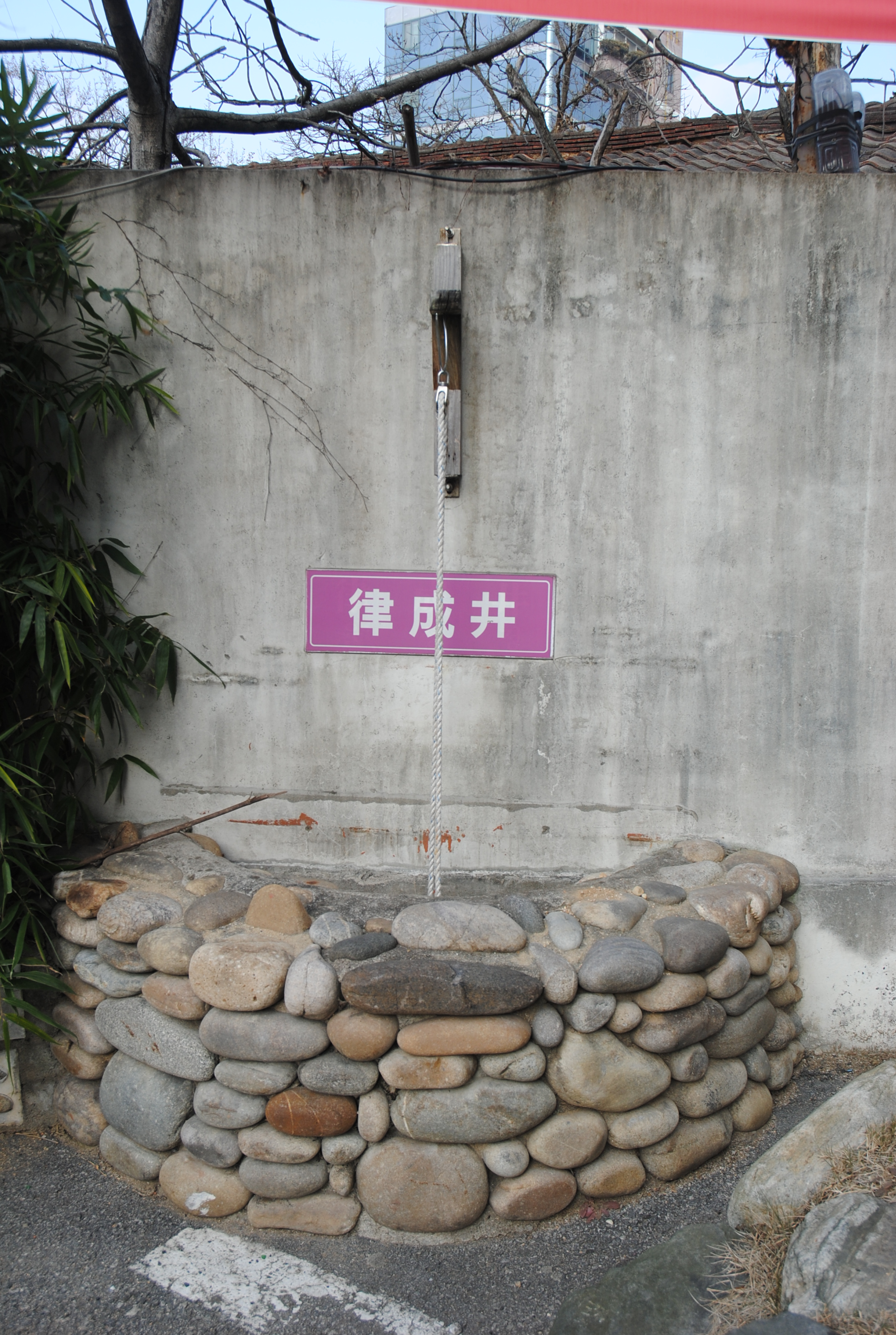
律成井 (광주광역시 동구 불로동 163)
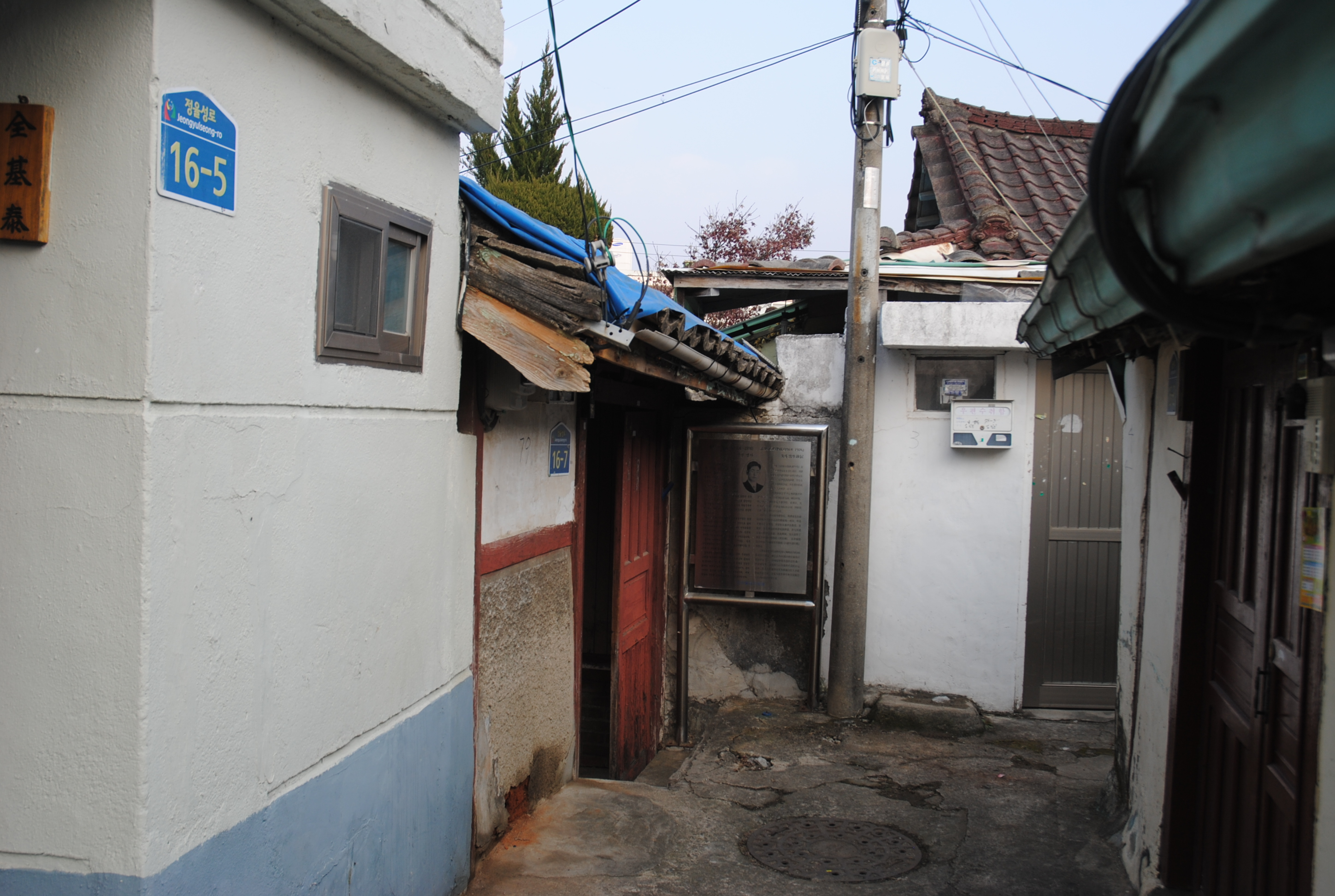
생가 (광주광역시 남구 양림동)
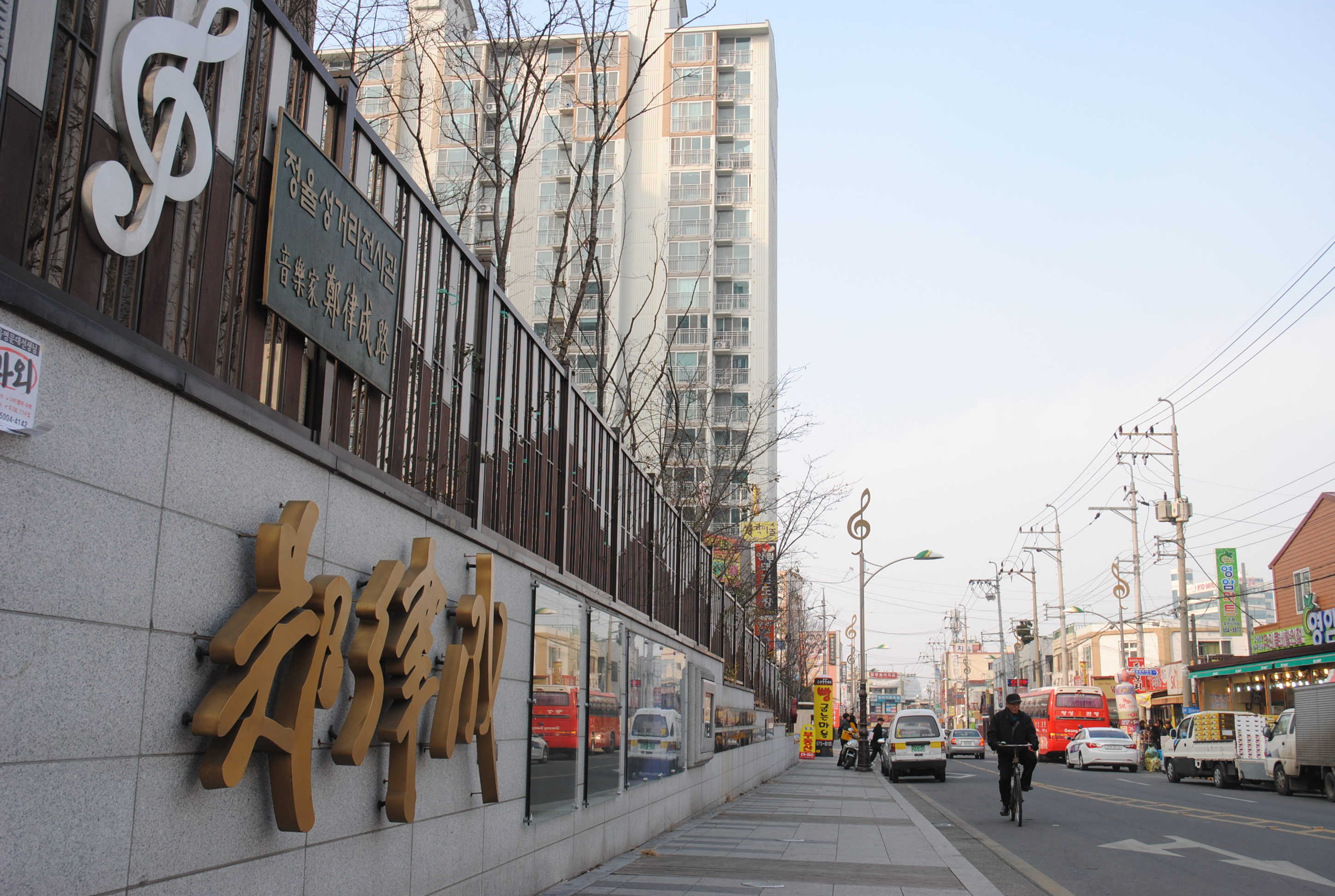
생가 근처의 정율성로 (광주광역시 남구 양림동)
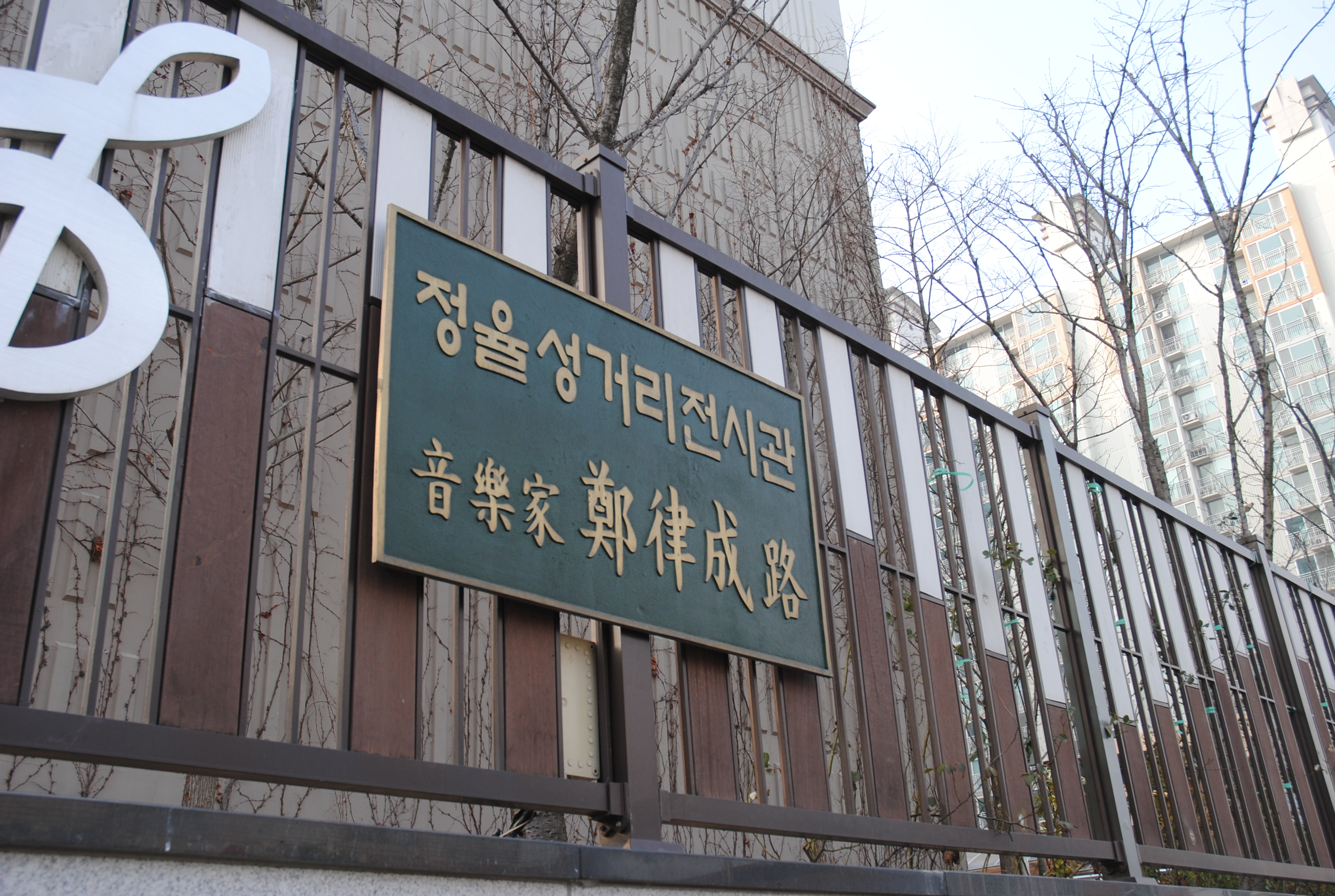
정율성로 (광주광역시 남구 양림동)
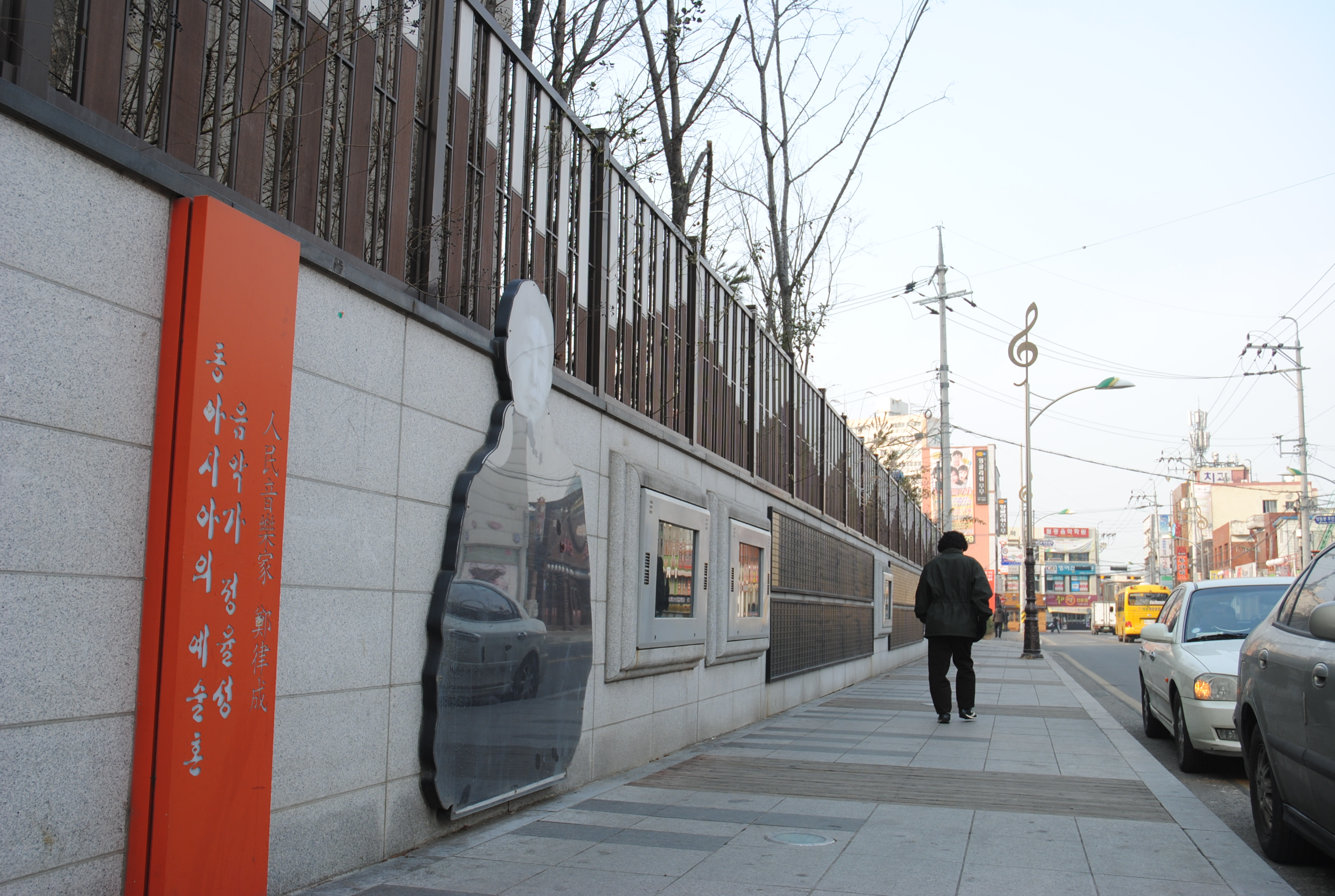
정율성로 (광주광역시 남구 양림동)
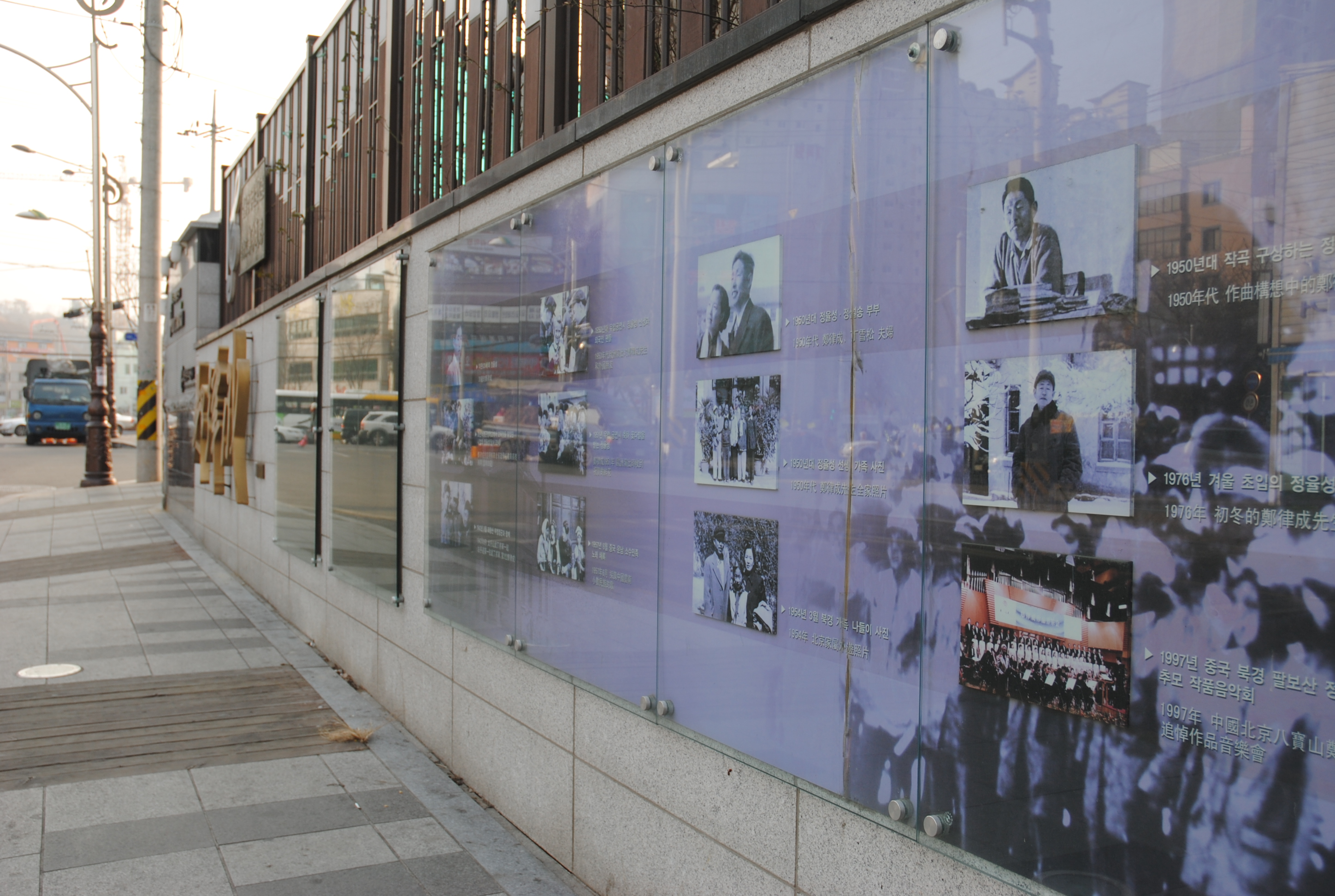
정율성로 (광주광역시 남구 양림동)
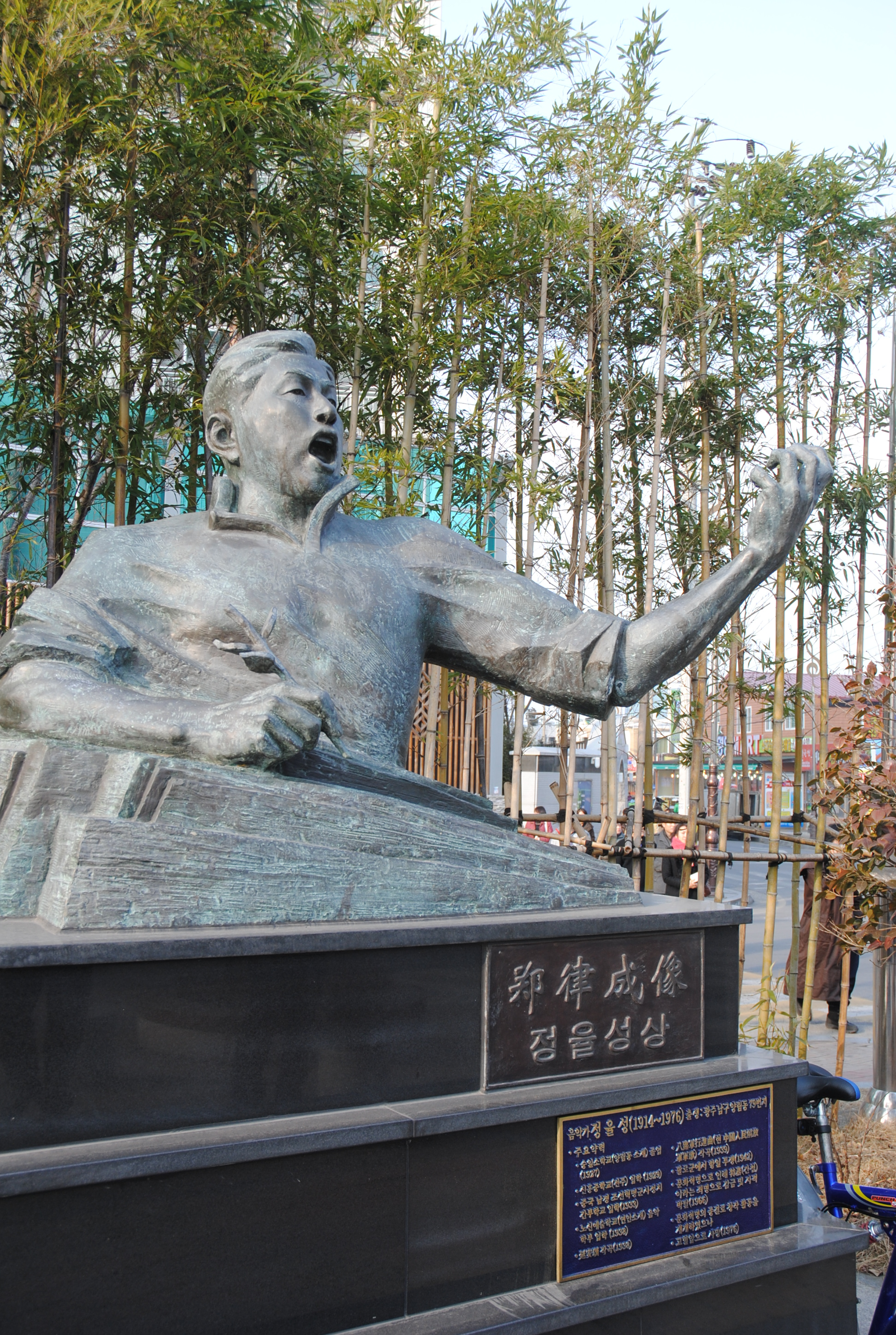
광동성 광저우시 해수구 청년연합회가 기증한 정율성로의 정율성상
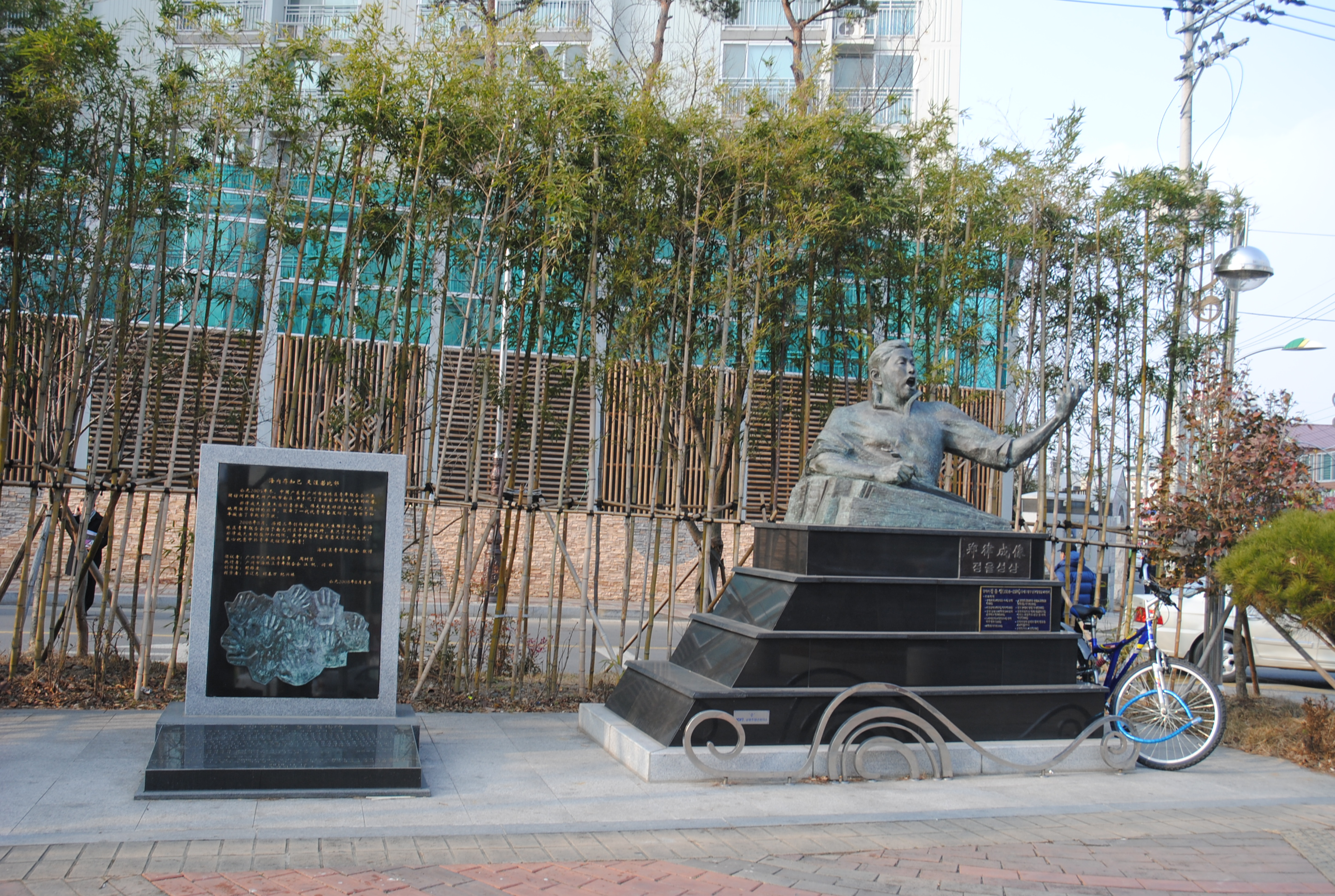
광주광역시 남구 양림동 '정율성로'의 정율성상

## 같이 보기
- 중국공산당
- 조선공산당
- 중화소비에트공화국
- 남조선로동당
- 조선로동당